# Automated Planet Finder
Automated Planet Finder (APF), також відомий як Rocky Planet Finder — високотехнологічний автоматизований оптичний телескоп, розташований в Обсерваторії Лік на вершині Гори Гамільтон, на сході від Сан-Хосе, штат Каліфорнія, США. Телескоп має діаметр 2,4 метра і призначений для пошуку екзопланет, маса яких від 5 до 20 разів більша за масу Землі. Це дозволяє досліджувати планети, які можуть бути схожі на Землю за розмірами та складом. Телескоп APF здатний досліджувати до 10 зір за одну ніч, і протягом десяти років планує вивчити 1000 найближчих зір на наявність планет. Це дозволяє значно розширити наші знання про екзопланети в околиці нашої зоряної системи. Оцінена вартість телескопа становила 10 мільйонів доларів, а загальна вартість проєкту до завершення склала 12,37 мільйона доларів. Перші роботи з освітлення телескопа планувалися на 2006 рік, але через затримки в будівництві основних компонентів запуск було відкладено до серпня 2013 року. Офіційно телескоп був введений в експлуатацію в серпні 2013 року. Завдяки високому рівню автоматизації, APF працює без значної участі людини, що дозволяє ефективно та швидко аналізувати величезні об'єми даних. Для виявлення екзопланет телескоп використовує спектрографи, які дозволяють вимірювати дрібні зміщення в спектрі зір через гравітаційне вплив планет, що обертаються навколо них. Це дає змогу відкривати нові екзопланети за допомогою техніки спектроскопії доплера.
Телескоп Automated Planet Finder (APF) використовує високоточні вимірювання променевої швидкості, щоб виявляти гравітаційні рефлекси зір, спричинені орбітальним рухом планет навколо них. Це дозволяє з'ясувати навіть малесенькі зміщення в русі зір, викликані присутністю планет. Метою цього процесу є виявлення таких маленьких рухів зір, як один метр на секунду, що відповідає швидкості повільної ходьби людини. Основними цілями для спостережень є зорі, що знаходяться в радіусі близько 100 світлових років від Землі. Цей підхід дозволяє точно вимірювати рухи зір і таким чином виявляти наявність екзопланет, які обертаються навколо цих зір.

## Будівництво телескопа
Частини для телескопа були виготовлені міжнародними компаніями:
- Оптичний диск телескопа був оброблений у Меріленді, США.
- Монтаж телескопа проводився в Аризоні, США.
- Купол для телескопа був виготовлений в Австралії.
- Спектрограф був спроєктований і виготовлений у Каліфорнії, США.
- Телескоп розташований на Горі Гамільтон, поблизу Сан-Хосе в Каліфорнії, США.

## Співпраця з проектом Breakthrough Listen
Телескоп також активно використовують у рамках пошуку оптичних сигналів, які можуть бути спричинені лазерними передачами від можливих позаземних цивілізацій. Ця діяльність є частиною проєкту Breakthrough Listen, який орієнтований на пошук позаземного розуму (SETI). Проєкт отримує значне фінансування і здійснюється у співпраці з Берклівським дослідницький центром SETI.